# The Last Bounty Hunter
The Last Bounty Hunter é um jogo de tiro, lançado pela empresa  American Laser Games em 1995, que é bastante semelhante aos jogos da série Mad Dog.
O jogo foi lançado para arcade, PC, CD-i, Sega-CD e 3DO Interactive Multiplayer, com a mídia Laserdisc.

## Relançamentos
- Em 2009, ele foi relançado em um pacote para Nintendo Wii, que incluía os jogos Mad Dog McCree e Mad Dog 2: The Lost Gold.[1]

- Em Julho de 2013, foi relançado para PS3 (exclusivo para download via PSN).[2]

## Sinopse
| “ | "O Território foi dominado, e você é a última esperança para livrar a cidade desses quatro violentos fora-da-lei – Handsome Harry, Nasty Dan, El Loco e The Cactus Kid. É melhor ser rápido, pois eles estão atrás de você! Esses loucos fora-da-lei irão conduzi-lo pelas áreas mais violentas do Território, então tenha cuidado. Haverá perigos em todos os cantos e duelos com algumas das mãos mais rápidas do Oeste. Então vá em frente, use essa arma!" | ” |